# Labarrus pseudolividus
Labarrus pseudolividus är en skalbaggsart som beskrevs av Vladimir Balthasar 1941. Labarrus pseudolividus ingår i släktet Labarrus och familjen Aphodiidae. Inga underarter finns listade i Catalogue of Life.